# Mariana (ort i Brasilien, Minas Gerais)
Mariana är en ort i Brasilien.   Den ligger i kommunen Mariana och delstaten Minas Gerais, i den sydöstra delen av landet, 700 km sydost om huvudstaden Brasília. Mariana ligger 707 meter över havet och antalet invånare är 45 236.
Terrängen runt Mariana är huvudsakligen kuperad, men åt nordost är den platt. Mariana ligger nere i en dal. Närmaste större samhälle är Ouro Preto, 9,5 km väster om Mariana.
I omgivningarna runt Mariana växer i huvudsak städsegrön lövskog. Runt Mariana är det glesbefolkat, med 12 invånare per kvadratkilometer.